# 8488 д'Арженс
8488 д'Арженс (8488 d'Argens) — астероїд головного поясу, відкритий 26 вересня 1989 року.
Тіссеранів параметр щодо Юпітера — 3,613.